# Polska na Letnich Igrzyskach Olimpijskich 2016
Polska na Letnich Igrzyskach Olimpijskich 2016 – dokonania polskich sportowców uczestniczących w Letnich Igrzyskach Olimpijskich 2016 w Rio de Janeiro w Brazylii.
Polskę na Letnich Igrzyskach Olimpijskich 2016 reprezentowało 240 sportowców (139 mężczyzn i 101 kobiet). Polski Komitet Olimpijski zatwierdził skład kadry narodowej 14 lipca 2016 roku. Pierwotnie polska reprezentacja liczyła 240 zawodników, jednak 29 lipca PKOl poinformował, że skład reprezentacji został zwiększony o trzy tenisistki. Z powodu kontuzji w siedmioboju nie wystartowała Karolina Tymińska, równocześnie zmniejszając skład reprezentacji do 242 zawodników.
Polska Misja Olimpijska poinformowała, że 9 sierpnia ze składu reprezentacji Polski został wykluczony sztangista Tomasz Zieliński, a 12 sierpnia jego brat, również sztangista, Adrian Zieliński. Obaj zawodnicy zostali wykluczeni ze względu na obecność w ich organizmach niedozwolonej substancji, którą wykryto w trakcie badań antydopingowych. W związku z tym skład polskiej reprezentacji zmniejszył się do 240 zawodników.
Dwie zawodniczki – Małgorzata Wojtyra w kolarstwie torowym i Katarzyna Solus-Miśkowicz w kolarstwie górskim – ostatecznie nie pojawiły się na starcie. Pierwsza z nich nie wystąpiła w żadnym z dwóch wyścigów z udziałem polskiej drużyny torowej w wyścigu na 3000 m na dochodzenie (trener wybrał 4 z 5 zgłoszonych zawodniczek), natomiast w konkurencji omnium wystąpiła ostatecznie inna zawodniczka – Daria Pikulik (trener mógł wybrać jedną z dwóch zgłoszonych zawodniczek). Druga zawodniczka doznała natomiast kontuzji na treningu przed zawodami.
Na chorążego reprezentacji Polski został wybrany piłkarz ręczny, Karol Bielecki.
Był to dwudziesty pierwszy start Polski na letnich igrzyskach olimpijskich.

## Zdobyte medale
| Medale według dni | Medale według dni | Medale według dni | Medale według dni | Medale według dni | Medale według dni | Medale według dni |
| ----------------- | ----------------- | ----------------- | ----------------- | ----------------- | ----------------- | ----------------- |
| Dzień             | Data              |                   |                   |                   |                   |                   |
| Dzień 0           | 05.08             | —                 | —                 | —                 | —                 |                   |
| Dzień 1           | 06.08             | 0                 | 0                 | 1                 | 1                 |                   |
| Dzień 2           | 07.08             | 0                 | 0                 | 0                 | 0                 |                   |
| Dzień 3           | 08.08             | 0                 | 0                 | 0                 | 0                 |                   |
| Dzień 4           | 09.08             | 0                 | 0                 | 0                 | 0                 |                   |
| Dzień 5           | 10.08             | 0                 | 0                 | 0                 | 0                 |                   |
| Dzień 6           | 11.08             | 1                 | 0                 | 1                 | 2                 |                   |
| Dzień 7           | 12.08             | 0                 | 0                 | 0                 | 0                 |                   |
| Dzień 8           | 13.08             | 0                 | 1                 | 0                 | 1                 |                   |
| Dzień 9           | 14.08             | 0                 | 0                 | 0                 | 0                 |                   |
| Dzień 10          | 15.08             | 1                 | 0                 | 0                 | 1                 |                   |
| Dzień 11          | 16.08             | 0                 | 1                 | 1                 | 2                 |                   |
| Dzień 12          | 17.08             | 0                 | 0                 | 0                 | 0                 |                   |
| Dzień 13          | 18.08             | 0                 | 0                 | 1                 | 1                 |                   |
| Dzień 14          | 19.08             | 0                 | 0                 | 2                 | 2                 |                   |
| Dzień 15          | 20.08             | 0                 | 1                 | 0                 | 1                 |                   |
| Dzień 16          | 21.08             | 0                 | 0                 | 0                 | 0                 |                   |

| Medal  | Zawodnik                                                            | Dyscyplina           | Konkurencja                | Rezultat | Data        |
| ------ | ------------------------------------------------------------------- | -------------------- | -------------------------- | -------- | ----------- |
| Złoto  | Magdalena Fularczyk-Kozłowska Natalia Madaj                         | Wioślarstwo          | dwójka podwójna            | 7:40,10  | 11 sierpnia |
| Złoto  | Anita Włodarczyk                                                    | Lekkoatletyka        | rzut młotem                | 82,29    | 15 sierpnia |
| Srebro | Piotr Małachowski                                                   | Lekkoatletyka        | rzut dyskiem               | 67,55    | 13 sierpnia |
| Srebro | Marta Walczykiewicz                                                 | Kajakarstwo          | jedynka 200 m              | 40,279   | 16 sierpnia |
| Srebro | Maja Włoszczowska                                                   | Kolarstwo            | cross-country              | 1:30:52  | 20 sierpnia |
| Brąz   | Rafał Majka                                                         | Kolarstwo            | wyścig ze startu wspólnego | 6:10:10  | 6 sierpnia  |
| Brąz   | Monika Ciaciuch Agnieszka Kobus Joanna Leszczyńska Maria Springwald | Wioślarstwo          | czwórka podwójna           | 6:50,86  | 11 sierpnia |
| Brąz   | Beata Mikołajczyk Karolina Naja                                     | Kajakarstwo          | dwójka 500 m               | 1:45,207 | 16 sierpnia |
| Brąz   | Monika Michalik                                                     | Zapasy               | styl wolny, waga średnia   | 6:3      | 18 sierpnia |
| Brąz   | Oktawia Nowacka                                                     | Pięciobój nowoczesny | indywidualnie              | 1349     | 19 sierpnia |
| Brąz   | Wojciech Nowicki                                                    | Lekkoatletyka        | rzut młotem                | 77,63    | 19 sierpnia |

## Nagrody finansowe
Źródło:
| Dyscypliny/konkurencje  | Dyscypliny/konkurencje        | Dyscypliny/konkurencje  | Nagrody (w tys. zł) | Nagrody (w tys. zł) | Nagrody (w tys. zł) |
| Dyscypliny/konkurencje  | Dyscypliny/konkurencje        | Dyscypliny/konkurencje  | złoto               | srebro              | brąz                |
| ----------------------- | ----------------------------- | ----------------------- | ------------------- | ------------------- | ------------------- |
| Dyscypliny indywidualne | Konkurencje indywidualne      | Zawodnik                | 120                 | 80                  | 50                  |
| Dyscypliny indywidualne | Konkurencje indywidualne      | Trenerzy                | 60                  | 40                  | 25                  |
| Dyscypliny indywidualne | Konkurencje drużynowe         | Zawodnik                | 90                  | 60                  | 37,5                |
| Dyscypliny indywidualne | Konkurencje drużynowe         | Trenerzy                | 60                  | 40                  | 25                  |
| Dyscypliny indywidualne | Ósemka w wioślarstwie         | Zawodnik                | 60                  | 40                  | 25                  |
| Dyscypliny indywidualne | Ósemka w wioślarstwie         | Trenerzy                | 60                  | 40                  | 25                  |
| Gry zespołowe           | Siatkówka halowa Piłka ręczna | Zawodnicy (do podziału) | 720                 | 480                 | 300                 |
| Gry zespołowe           | Siatkówka halowa Piłka ręczna | Trenerzy                | 60                  | 40                  | 25                  |
| Gry zespołowe           | Siatkówka plażowa             | Zawodnicy               | 90                  | 60                  | 37,5                |
| Gry zespołowe           | Siatkówka plażowa             | Trenerzy                | 60                  | 40                  | 25                  |

## Reprezentanci

### Badminton
| Zawodnik                        | Konkurencja             | Faza grupowa                                                 | Faza grupowa | 1/8 finału       | Ćwierćfinały     | Półfinały        | Finał            | Pozycja |
| Zawodnik                        | Konkurencja             | Przeciwnicy Wynik                                            | Pozycja      | Przeciwnik Wynik | Przeciwnik Wynik | Przeciwnik Wynik | Przeciwnik Wynik | Pozycja |
| ------------------------------- | ----------------------- | ------------------------------------------------------------ | ------------ | ---------------- | ---------------- | ---------------- | ---------------- | ------- |
| Adrian Dziółko                  | gra pojedyncza mężczyzn | Cordón W 2:1 Chen P 0:2 Karunaratne P 0:2                    | 3.           | NQ               | NQ               | NQ               | NQ               | 17.-41. |
| Adam Cwalina Przemysław Wacha   | gra podwójna mężczyzn   | Kim / Kim P 0:2 Boe / Mogensen P 0:2 Ellis / Langridge P 0:2 | 4.           | —                | NQ               | NQ               | NQ               | 9.-16.  |
| Nadieżda Zięba Robert Mateusiak | gra mieszana            | Nielsen / Pedersen P 0:2 Xu / Ma W 2:1 Adcock / Adcock W 2:1 | 1. Q         | —                | Chan / Goh P 0:2 | NQ               | NQ               | 5.-8.   |

### Boks
| Zawodnik         | Konkurencja        | 1/16                  | 1/8              | Ćwierćfinały     | Półfinały        | Finał            | Pozycja |
| Zawodnik         | Konkurencja        | Przeciwnik Wynik      | Przeciwnik Wynik | Przeciwnik Wynik | Przeciwnik Wynik | Przeciwnik Wynik | Pozycja |
| ---------------- | ------------------ | --------------------- | ---------------- | ---------------- | ---------------- | ---------------- | ------- |
| Tomasz Jabłoński | średnia (do 75 kg) | Daniel Lewis P 1-2    | NQ               | NQ               | NQ               | NQ               | 17.-28. |
| Igor Jakubowski  | ciężka (do 91 kg)  | Lawrence Okolie P 0-3 | NQ               | NQ               | NQ               | NQ               | 17.-18. |

### Gimnastyka sportowa
| Zawodnik                     | Konkurencja     | Eliminacje | Eliminacje | Finał | Finał   | Pozycja |
| Zawodnik                     | Konkurencja     | Wynik      | Pozycja    | Wynik | Pozycja | Pozycja |
| ---------------------------- | --------------- | ---------- | ---------- | ----- | ------- | ------- |
| Katarzyna Jurkowska-Kowalska | wielobój kobiet | 51,799     | 49.        | NQ    | NQ      | 49.     |

### Jeździectwo
| Zawodnik     | Koń      | Konkurencja | Ujeżdżenie | Ujeżdżenie | Kross | Kross   | Skoki przez przeszkody | Skoki przez przeszkody | Skoki przez przeszkody | Skoki przez przeszkody | Razem | Razem   | Pozycja |
| Zawodnik     | Koń      | Konkurencja | Ujeżdżenie | Ujeżdżenie | Kross | Kross   | Kwalifikacje           | Kwalifikacje           | Finał                  | Finał                  | Razem | Razem   | Pozycja |
| Zawodnik     | Koń      | Konkurencja | Kary       | Pozycja    | Kary  | Pozycja | Kary                   | Pozycja                | Kary                   | Pozycja                | Kary  | Pozycja | Pozycja |
| ------------ | -------- | ----------- | ---------- | ---------- | ----- | ------- | ---------------------- | ---------------------- | ---------------------- | ---------------------- | ----- | ------- | ------- |
| Paweł Spisak | Banderas | WKKW        | 53,60      | 51.        | DNF   | DNF     | DNS                    | DNS                    | DNS                    | DNS                    | DNF   | DNF     | DNF     |

### Judo
| Zawodnik         | Konkurencja      | 1/16                          | 1/8                      | Ćwierćfinały     | Półfinały        | Repasaż 1        | Repasaż 2        | Repasaż 3        | Finał            | Pozycja |
| Zawodnik         | Konkurencja      | Przeciwnik Wynik              | Przeciwnik Wynik         | Przeciwnik Wynik | Przeciwnik Wynik | Przeciwnik Wynik | Przeciwnik Wynik | Przeciwnik Wynik | Przeciwnik Wynik | Pozycja |
| ---------------- | ---------------- | ----------------------------- | ------------------------ | ---------------- | ---------------- | ---------------- | ---------------- | ---------------- | ---------------- | ------- |
| Arleta Podolak   | -57 kg kobiet    | Lien Chen-ling P 000-100      | NQ                       | NQ               | NQ               | NQ               | NQ               | NQ               | NQ               | 17.-32. |
| Katarzyna Kłys   | -70 kg kobiet    | Gulnoza Matniyazova W 000-000 | María Bernabéu P 000-000 | NQ               | NQ               | NQ               | NQ               | NQ               | NQ               | 9.-16.  |
| Daria Pogorzelec | -78 kg kobiet    | Hortence Atangana W 000-000   | Luise Malzahn P 000-000  | NQ               | NQ               | NQ               | NQ               | NQ               | NQ               | 9.-16.  |
| Maciej Sarnacki  | +100 kg mężczyzn | Thormodur Jonsson W 100-000   | Or Sason P 000-010       | NQ               | NQ               | NQ               | NQ               | NQ               | NQ               | 9.-16.  |

### Kajakarstwo

#### Kajakarstwo klasyczne
Mężczyźni
| Zawodnik                      | Konkurencja | Eliminacje | Eliminacje | Półfinały | Półfinały | Finał A/B | Finał A/B | Pozycja |
| Zawodnik                      | Konkurencja | Czas       | Pozycja    | Czas      | Pozycja   | Czas      | Pozycja   | Pozycja |
| ----------------------------- | ----------- | ---------- | ---------- | --------- | --------- | --------- | --------- | ------- |
| Paweł Kaczmarek               | K-1 200 m   | 35,562     | 18.        | NQ        | NQ        | NQ        | NQ        | 18.     |
| Rafał Rosolski                | K-1 1000 m  | 3:37,700   | 16. Q      | 3:38,379  | 14. (FB)  | 3:39,021  | 6.        | 14.     |
| Tomasz Kaczor                 | C-1 200 m   | 42,450     | 6.         | NQ        | NQ        | NQ        | NQ        | 22.     |
| Tomasz Kaczor                 | C-1 1000 m  | 3:59,928   | 4. Q       | 3:59,836  | 7. (FB)   | 3:59,350  | 1.        | 9.      |
| Mateusz Kamiński Michał Kudła | C-2 1000 m  | 3:44,717   | 9. Q       | 3:43,467  | 7. (FB)   | 3:52,964  | 1.        | 9.      |

Kobiety
| Zawodniczka                                                             | Konkurencja | Eliminacje | Eliminacje | Półfinały | Półfinały | Finał A/B | Finał A/B | Pozycja |
| Zawodniczka                                                             | Konkurencja | Czas       | Pozycja    | Czas      | Pozycja   | Czas      | Pozycja   | Pozycja |
| ----------------------------------------------------------------------- | ----------- | ---------- | ---------- | --------- | --------- | --------- | --------- | ------- |
| Marta Walczykiewicz                                                     | K-1 200 m   | 40,263     | 1. Q       | 40,619    | 6. Q (FA) | 40.279    | 2.        | srebro  |
| Ewelina Wojnarowska                                                     | K-1 500 m   | 1:52,19    | 5. Q       | 1:59,45   | 15. (FB)  | 1:58,16   | 4.        | 12.     |
| Beata Mikołajczyk Karolina Naja                                         | K-2 500 m   | 1:41,766   | 2. Q       | 1:41,684  | 1. Q (FA) | 1:45,207  | 3.        | brąz    |
| Marta Walczykiewicz Beata Mikołajczyk Karolina Naja Edyta Dzieniszewska | K-4 500 m   | 1:33,020   | 4. Q       | 1:36,532  | 7. (FB)   | 1:37,658  | 1.        | 9.      |

#### Kajakarstwo górskie
Mężczyźni
| Zawodnik                          | Konkurencja | Eliminacje | Eliminacje | Eliminacje | Eliminacje | Eliminacje | Eliminacje | Półfinały | Półfinały | Finał  | Finał   | Pozycja |
| Zawodnik                          | Konkurencja | P 1        | M.         | P 2        | M.         | Razem      | M.         | Czas      | Miejsce   | Czas   | Miejsce | Pozycja |
| --------------------------------- | ----------- | ---------- | ---------- | ---------- | ---------- | ---------- | ---------- | --------- | --------- | ------ | ------- | ------- |
| Maciej Okręglak                   | K-1         | 96,73      | 16.        | 94,44      | 14.        | 94,44      | 18.        | NQ        | NQ        | NQ     | NQ      | 18.     |
| Grzegorz Hedwig                   | C-1         | 96,67      | 3.         | 97,72      | 6.         | 96,67      | 7. Q       | 102,70    | 12.       | NQ     | NQ      | 12.     |
| Marcin Pochwała Piotr Szczepański | C-2         | 115,36     | 9.         | 159,68     | 11.        | 115,36     | 11. Q      | 110,17    | 4. Q      | 104,97 | 5.      | 5.      |

Kobiety
| Zawodniczka        | Konkurencja | Eliminacje | Eliminacje | Eliminacje | Eliminacje | Eliminacje | Eliminacje | Półfinały | Półfinały | Finał | Finał   | Pozycja |
| Zawodniczka        | Konkurencja | P 1        | M.         | P 2        | M.         | Razem      | M.         | Czas      | Miejsce   | Czas  | Miejsce | Pozycja |
| ------------------ | ----------- | ---------- | ---------- | ---------- | ---------- | ---------- | ---------- | --------- | --------- | ----- | ------- | ------- |
| Natalia Pacierpnik | K-1         | 106,38     | 5.         | 167,18     | 19.        | 106,38     | 10. Q      | 109,63    | 11.       | NQ    | NQ      | 11.     |

### Kolarstwo

#### Kolarstwo górskie
| Zawodniczka               | Konkurencja       | Czas    | Pozycja |
| ------------------------- | ----------------- | ------- | ------- |
| Katarzyna Solus-Miśkowicz | cross-country (k) | DNS     | DNS     |
| Maja Włoszczowska         | cross-country (k) | 1:30:52 | srebro  |

#### Kolarstwo szosowe
Mężczyźni
| Zawodnik           | Konkurencja                | Czas       | Pozycja |
| ------------------ | -------------------------- | ---------- | ------- |
| Maciej Bodnar      | wyścig ze startu wspólnego | DNF        | DNF     |
| Maciej Bodnar      | jazda indywidualna na czas | 1:14:05,89 | 6.      |
| Michał Kwiatkowski | wyścig ze startu wspólnego | 6:30:05    | 62.     |
| Michał Kwiatkowski | jazda indywidualna na czas | 1:15:55,49 | 14.     |
| Michał Gołaś       | wyścig ze startu wspólnego | 6:30:05    | 56.     |
| Rafał Majka        | wyścig ze startu wspólnego | 6:10:10    | brąz    |

Kobiety
| Zawodniczka          | Konkurencja                | Czas     | Pozycja |
| -------------------- | -------------------------- | -------- | ------- |
| Katarzyna Niewiadoma | wyścig ze startu wspólnego | 3:51:47  | 6.      |
| Katarzyna Niewiadoma | jazda indywidualna na czas | 47:47,96 | 18.     |
| Anna Plichta         | wyścig ze startu wspólnego | 4:01:29  | 41.     |
| Anna Plichta         | jazda indywidualna na czas | 47:59,66 | 19.     |
| Małgorzata Jasińska  | wyścig ze startu wspólnego | 3:56:34  | 24.     |

#### Kolarstwo torowe
Sprint
| Zawodnik                                         | Konkurencja       | Kwalifikacje | Kwalifikacje | Runda 1                     | Repasaż                                      | Ćwierćfinały        | Półfinały           | Finał               | Pozycja |
| Zawodnik                                         | Konkurencja       | Czas         | Pozycja      | Przeciwnik Rezultat         | Przeciwnik Rezultat                          | Przeciwnik Rezultat | Przeciwnik Rezultat | Przeciwnik Rezultat | Pozycja |
| ------------------------------------------------ | ----------------- | ------------ | ------------ | --------------------------- | -------------------------------------------- | ------------------- | ------------------- | ------------------- | ------- |
| Rafał Sarnecki                                   | indywidualnie (m) | 9,980        | 15. Q        | Dienis Dmitrijew P (10,177) | Fabián Puerta / François Pervis P (10,358)   | NQ                  | NQ                  | NQ                  | 13.-18. |
| Damian Zieliński                                 | indywidualnie (m) | 9,823        | 7. Q         | Joachim Eilers P (10,469)   | Patrick Constable / Pavel Kelemen P (10,391) | NQ                  | NQ                  | NQ                  | 13.-18. |
| Krzysztof Maksel Rafał Sarnecki Damian Zieliński | drużynowo (m)     | 43,297       | 5. Q         | Francja · P (43,555)        | BYE                                          | BYE                 | BYE                 | NQ                  | 7.      |

Keirin
| Zawodnik         | Konkurencja | Runda 1 | Repasaż | Runda 2 | Finał   | Pozycja |
| Zawodnik         | Konkurencja | Pozycja | Pozycja | Pozycja | Pozycja | Pozycja |
| ---------------- | ----------- | ------- | ------- | ------- | ------- | ------- |
| Krzysztof Maksel | mężczyźni   | 4.      | 1.      | 4.      | 3.      | 9.      |
| Damian Zieliński | mężczyźni   | 1.      | BYE     | 2.      | 6.      | 6.      |

Omnium
| Zawodnik      | Konkurencja | Scratch | Scratch | Wyścig na dochodzenie | Wyścig na dochodzenie | Wyścig eliminacyjny | Wyścig na 500 m | Wyścig na 500 m | Okrążenie start lotny | Okrążenie start lotny | Wyścig punktowy | Wyścig punktowy | Suma punktów | Pozycja |
| Zawodnik      | Konkurencja | Wynik   | Pozycja | Przeciwnik Wynik      | Pozycja               | Pozycja             | Czas            | Pozycja         | Czas                  | Pozycja               | Punkty          | Pozycja         | Suma punktów | Pozycja |
| ------------- | ----------- | ------- | ------- | --------------------- | --------------------- | ------------------- | --------------- | --------------- | --------------------- | --------------------- | --------------- | --------------- | ------------ | ------- |
| Daria Pikulik | kobiety     | 22      | 10.     | Kirsten WIld 3:39,880 | 11.                   | 16.                 | 36,390          | 14.             | 14,409                | 8.                    | 0               | 15.             | 92           | 14.     |

Wyścig drużynowy na dochodzenie
| Zawodnicy                                                         | Konkurencja | Eliminacje | Eliminacje | Runda 1                 | Finał               | Pozycja |
| Zawodnicy                                                         | Konkurencja | Czas       | Pozycja    | Przeciwnik Rezultat     | Przeciwnik Rezultat | Pozycja |
| ----------------------------------------------------------------- | ----------- | ---------- | ---------- | ----------------------- | ------------------- | ------- |
| Edyta Jasińska Justyna Kaczkowska Daria Pikulik Natalia Rutkowska | kobiety     | 4:28,988   | 8. Q       | Nowa Zelandia · P (DSQ) | NQ                  | 8.      |

### Lekkoatletyka

#### Kobiety
Konkurencje biegowe
| Konkurencja                   | Zawodniczka                                                           | Runda 1      | Runda 1 | Runda 2  | Runda 2 | Półfinał     | Półfinał | Finał        | Finał   | Pozycja |
| Konkurencja                   | Zawodniczka                                                           | Rezultat     | Pozycja | Rezultat | Pozycja | Rezultat     | Pozycja  | Rezultat     | Pozycja | Pozycja |
| ----------------------------- | --------------------------------------------------------------------- | ------------ | ------- | -------- | ------- | ------------ | -------- | ------------ | ------- | ------- |
| Bieg na 100 m                 | Marika Popowicz-Drapała                                               | BYE          | BYE     | 11,70    | 52.     | NQ           | NQ       | NQ           | NQ      | 52.     |
| Bieg na 100 m                 | Ewa Swoboda                                                           | BYE          | BYE     | 11,24    | 13. Q   | 11,18        | 15.      | NQ           | NQ      | 15.     |
| Bieg na 200 m                 | Anna Kiełbasińska                                                     | 22,95 (SB)   | 25.     | —        | —       | NQ           | NQ       | NQ           | NQ      | 25.     |
| Bieg na 400 m                 | Małgorzata Hołub                                                      | 51,80        | 20. q   | —        | —       | 51,93        | 19.      | NQ           | NQ      | 19.     |
| Bieg na 400 m                 | Justyna Święty                                                        | 51,82        | 21. q   | —        | —       | 51,62 (PB)   | 17.      | NQ           | NQ      | 17.     |
| Bieg na 400 m                 | Patrycja Wyciszkiewicz                                                | 52,02 (SB)   | 24. q   | —        | —       | 52,51        | 22.      | NQ           | NQ      | 22.     |
| Bieg na 800 m                 | Angelika Cichocka                                                     | 2:00,42      | 23. Q   | —        | —       | 2:01,29      | 20.      | NQ           | NQ      | 20.     |
| Bieg na 800 m                 | Joanna Jóźwik                                                         | 2:01,58      | 37. Q   | —        | —       | 1:58,93 (SB) | 5. Q     | 1:57,37 (PB) | 5.      | 5.      |
| Bieg na 1500 m                | Angelika Cichocka                                                     | 4:11,76      | 28. Q   | —        | —       | 4:17,83      | 24.      | NQ           | NQ      | 24.     |
| Bieg na 1500 m                | Sofia Ennaoui                                                         | 4:06,90      | 8. Q    | —        | —       | 4:05,29      | 10. q    | 4:14,72      | 10.     | 10.     |
| Bieg na 1500 m                | Danuta Urbanik                                                        | 4:08,67      | 16. q   | —        | —       | 4:11,34      | 22.      | NQ           | NQ      | 22.     |
| Bieg na 100 m przez płotki    | Karolina Kołeczek                                                     | 13,04        | 26.     | —        | —       | NQ           | NQ       | NQ           | NQ      | 26.     |
| Bieg na 400 m przez płotki    | Emilia Ankiewicz                                                      | 56,07        | 14. Q   | —        | —       | 56,99        | 23.      | NQ           | NQ      | 23.     |
| Bieg na 400 m przez płotki    | Joanna Linkiewicz                                                     | 55,89        | 12. Q   | —        | —       | 55,35        | 10.      | NQ           | NQ      | 10.     |
| Bieg na 3000 m z przeszkodami | Matylda Kowal                                                         | 9:35,13 (PB) | 26.     | —        | —       | —            | —        | NQ           | NQ      | 26.     |
| Sztafeta 4 × 100 m            | Anna Kiełbasińska Klaudia Konopko Marika Popowicz-Drapała Ewa Swoboda | 43,33        | 13.     | —        | —       | —            | —        | NQ           | NQ      | 13.     |
| Sztafeta 4 × 400 m            | Iga Baumgart Małgorzata Hołub Justyna Święty Patrycja Wyciszkiewicz   | 3:25,34 (SB) | 7. Q    | —        | —       | —            | —        | 3:27,28      | 7.      | 7.      |
| Maraton                       | Katarzyna Kowalska                                                    | —            | —       | —        | —       | —            | —        | DNF          | DNF     | DNF     |
| Maraton                       | Iwona Lewandowska                                                     | —            | —       | —        | —       | —            | —        | 2:31:41      | 21.     | 21.     |
| Maraton                       | Monika Drybulska                                                      | —            | —       | —        | —       | —            | —        | 2:32:49      | 23.     | 23.     |
| Chód na 20 km                 | Paulina Buziak                                                        | —            | —       | —        | —       | —            | —        | 1:35:01      | 28.     | 28.     |
| Chód na 20 km                 | Agnieszka Dygacz                                                      | —            | —       | —        | —       | —            | —        | DNF          | DNF     | DNF     |
| Chód na 20 km                 | Agnieszka Szwarnóg                                                    | —            | —       | —        | —       | —            | —        | 1:38:01      | 44.     | 44      |

Konkurencje techniczne
| Konkurencja    | Zawodniczka             | Eliminacje | Eliminacje | Finał    | Finał   | Pozycja |
| Konkurencja    | Zawodniczka             | Rezultat   | Pozycja    | Rezultat | Pozycja | Pozycja |
| -------------- | ----------------------- | ---------- | ---------- | -------- | ------- | ------- |
| Trójskok       | Anna Jagaciak-Michalska | 14,13      | 10. Q      | 14,07    | 10.     | 10.     |
| Skok wzwyż     | Kamila Lićwinko         | 1,94       | 9. Q       | 1,93     | 9.      | 9.      |
| Pchnięcie kulą | Paulina Guba            | 17,70      | 13.        | NQ       | NQ      | 13.     |
| Rzut dyskiem   | Żaneta Glanc            | 57,88      | 17.        | NQ       | NQ      | 17.     |
| Rzut oszczepem | Maria Andrejczyk        | 67,11 (NR) | 1. Q       | 64,78    | 4.      | 4.      |
| Rzut młotem    | Joanna Fiodorow         | 71,77      | 4. q       | 69,87    | 9.      | 9.      |
| Rzut młotem    | Malwina Kopron          | 69,69      | 15.        | NQ       | NQ      | 15.     |
| Rzut młotem    | Anita Włodarczyk        | 76,93      | 1. Q       | 82,29    | 1.      | złoto   |

#### Mężczyźni
Konkurencje biegowe
| Konkurencja                   | Zawodnik                                                    | Runda 1      | Runda 1 | Runda 2  | Runda 2 | Półfinał | Półfinał | Finał        | Finał   | Pozycja |
| Konkurencja                   | Zawodnik                                                    | Rezultat     | Pozycja | Rezultat | Pozycja | Rezultat | Pozycja  | Rezultat     | Pozycja | Pozycja |
| ----------------------------- | ----------------------------------------------------------- | ------------ | ------- | -------- | ------- | -------- | -------- | ------------ | ------- | ------- |
| Bieg na 200 m                 | Karol Zalewski                                              | 20,54        | 37.     | —        | —       | NQ       | NQ       | NQ           | NQ      | 37.     |
| Bieg na 400 m                 | Rafał Omelko                                                | 45,54        | 18. q   | —        | —       | 45,28    | 19.      | NQ           | NQ      | 19.     |
| Bieg na 800 m                 | Adam Kszczot                                                | 1:45,83      | 5. Q    | —        | —       | 1:44,70  | 9.       | NQ           | NQ      | 9.      |
| Bieg na 800 m                 | Marcin Lewandowski                                          | 1:46,35      | 13. Q   | —        | —       | 1:44,56  | 6. q     | 1:44,20 (SB) | 6.      | 6.      |
| Bieg na 110 m przez płotki    | Damian Czykier                                              | 13,63        | 19.     | —        | —       | 13,50    | 14.      | NQ           | NQ      | 14.     |
| Bieg na 400 m przez płotki    | Patryk Dobek                                                | 50,66        | 41.     | —        | —       | NQ       | NQ       | NQ           | NQ      | 41.     |
| Bieg na 3000 m z przeszkodami | Krystian Zalewski                                           | 8:34,52      | 27.     | —        | —       | —        | —        | NQ           | NQ      | 27.     |
| Sztafeta 4 × 400 m            | Łukasz Krawczuk Jakub Krzewina Rafał Omelko Michał Pietrzak | 2:59,58 (SB) | 5. q    | —        | —       | —        | —        | 3:00,50      | 7.      | 7.      |
| Maraton                       | Artur Kozłowski                                             | —            | —       | —        | —       | —        | —        | 2:17:34      | 39.     | 39.     |
| Maraton                       | Yared Shegumo                                               | —            | —       | —        | —       | —        | —        | 2:31:54      | 128.    | 128.    |
| Maraton                       | Henryk Szost                                                | —            | —       | —        | —       | —        | —        | DNF          | DNF     |         |
| Chód na 20 km                 | Artur Brzozowski                                            | —            | —       | —        | —       | —        | —        | 1:25:29      | 47.     | 47.     |
| Chód na 20 km                 | Jakub Jelonek                                               | —            | —       | —        | —       | —        | —        | 1:21:52      | 19.     | 19.     |
| Chód na 20 km                 | Łukasz Nowak                                                | —            | —       | —        | —       | —        | —        | DSQ          | DSQ     | DSQ     |
| Chód na 50 km                 | Rafał Augustyn                                              | —            | —       | —        | —       | —        | —        | 3:55:01      | 22.     | 22.     |
| Chód na 50 km                 | Adrian Błocki                                               | —            | —       | —        | —       | —        | —        | 3:51:31      | 15.     | 15.     |
| Chód na 50 km                 | Rafał Fedaczyński                                           | —            | —       | —        | —       | —        | —        | 3:55:51      | 24.     | 24.     |

Konkurencje techniczne
| Konkurencja    | Zawodnik            | Eliminacje | Eliminacje | Finał    | Finał   | Pozycja |
| Konkurencja    | Zawodnik            | Rezultat   | Pozycja    | Rezultat | Pozycja | Pozycja |
| -------------- | ------------------- | ---------- | ---------- | -------- | ------- | ------- |
| Trójskok       | Karol Hoffmann      | 16,79      | 7. q       | 16,31    | 12      | 12.     |
| Skok wzwyż     | Sylwester Bednarek  | 2,22       | 30.        | NQ       | NQ      | 30.     |
| Skok wzwyż     | Wojciech Theiner    | 2,22       | 25.        | NQ       | NQ      | 25.     |
| Skok o tyczce  | Piotr Lisek         | 5,70       | 6. q       | 5.75     | 4.      | 4.      |
| Skok o tyczce  | Robert Sobera       | 5,60       | 13.        | NQ       | NQ      | 13.     |
| Skok o tyczce  | Paweł Wojciechowski | 5,45       | 16.        | NQ       | NQ      | 16.     |
| Pchnięcie kulą | Konrad Bukowiecki   | 20,71      | 6. Q       | —        | —       | 12.     |
| Pchnięcie kulą | Michał Haratyk      | 19,97      | 18.        | NQ       | NQ      | 18.     |
| Pchnięcie kulą | Tomasz Majewski     | 20,56      | 7. q       | 20,72    | 6.      | 6.      |
| Rzut dyskiem   | Piotr Małachowski   | 65,89      | 1. Q       | 67,55    | 2.      | srebro  |
| Rzut dyskiem   | Robert Urbanek      | 61,76      | 17.        | NQ       | NQ      | 17.     |
| Rzut oszczepem | Łukasz Grzeszczuk   | 76,52      | 31.        | NQ       | NQ      | 31.     |
| Rzut oszczepem | Marcin Krukowski    | 80,62      | 15.        | NQ       | NQ      | 15.     |
| Rzut młotem    | Paweł Fajdek        | 72,00      | 17.        | NQ       | NQ      | 17.     |
| Rzut młotem    | Wojciech Nowicki    | 77,64      | 1. Q       | 77,63    | 3.      | brąz    |

| Konkurencja   | Zawodnik        |          | 100 m | Skok w dal | Pchnięcie kulą | Skok wzwyż | 400 m | 110 m ppł | Rzut dyskiem | Skok o tyczce | Rzut oszczepem | 1500 m  | Wynik | Pozycja |
| ------------- | --------------- | -------- | ----- | ---------- | -------------- | ---------- | ----- | --------- | ------------ | ------------- | -------------- | ------- | ----- | ------- |
| Dziesięciobój | Paweł Wiesiołek | Rezultat | 10,88 | 6,73       | 14,17          | 2,01       | 50,18 | 15,09     | 48,32        | 4,50          | 56,68          | 4:42,77 | 7784  | 21.     |
| Dziesięciobój | Paweł Wiesiołek | Punkty   | 888   | 750        | 739            | 813        | 806   | 839       | 835          | 760           | 688            | 666     | 7784  | 21.     |

### Łucznictwo
| Zawodnik               | Konkurencja       | Runda rankingowa | Runda rankingowa | 1/32             | 1/16             | 1/8              | Ćwierćfinały     | Półfinały        | Finał            | Pozycja |
| Zawodnik               | Konkurencja       | Wynik            | Pozycja          | Przeciwnik Wynik | Przeciwnik Wynik | Przeciwnik Wynik | Przeciwnik Wynik | Przeciwnik Wynik | Przeciwnik Wynik | Pozycja |
| ---------------------- | ----------------- | ---------------- | ---------------- | ---------------- | ---------------- | ---------------- | ---------------- | ---------------- | ---------------- | ------- |
| Karina Lipiarska-Pałka | indywidualnie (k) | 620              | 40.              | Anagöz P 5-6     | NQ               | NQ               | NQ               | NQ               | NQ               | 33.     |

### Pięciobój nowoczesny
| Zawodnik           | Konkurencja | Szermierka | Szermierka | Szermierka | Pływanie | Pływanie | Pływanie | Jazda konna | Jazda konna | Jazda konna | Kombinacja: strzelanie/bieg przełajowy | Kombinacja: strzelanie/bieg przełajowy | Kombinacja: strzelanie/bieg przełajowy | Suma punktów | Pozycja |
| Zawodnik           | Konkurencja | Wynik      | M.         | Punkty     | Czas     | M.       | Punkty   | Kary        | M.          | Punkty      | Czas                                   | M.                                     | Punkty                                 | Suma punktów | Pozycja |
| ------------------ | ----------- | ---------- | ---------- | ---------- | -------- | -------- | -------- | ----------- | ----------- | ----------- | -------------------------------------- | -------------------------------------- | -------------------------------------- | ------------ | ------- |
| Szymon Staśkiewicz | mężczyźni   | 22/35      | 5.         | 227        | 2:10,16  | 35.      | 310      | 42          | 30.         | 258         | 11:45,88                               | 24.                                    | 595                                    | 1390         | 27.     |
| Anna Maliszewska   | kobiety     | 16/35      | 22.        | 200        | 2:20,30  | 25.      | 280      | 18          | 20.         | 282         | 13:01,21                               | 19.                                    | 519                                    | 1281         | 19.     |
| Oktawia Nowacka    | kobiety     | 27/35      | 1.         | 264        | 2:16,67  | 16.      | 290      | 7           | 9.          | 293         | 13:18,50                               | 25.                                    | 502                                    | 1349         | brąz    |

### Piłka ręczna
| Drużyna | Konkurencja  | Faza grupowa     | Faza grupowa     | Faza grupowa     | Faza grupowa     | Faza grupowa     | Faza grupowa | Ćwierćfinały      | Półfinały        | Mecz o 3. miejsce | Finał            | Pozycja |
| Drużyna | Konkurencja  | Przeciwnik Wynik | Przeciwnik Wynik | Przeciwnik Wynik | Przeciwnik Wynik | Przeciwnik Wynik | Pozycja      | Przeciwnik Wynik  | Przeciwnik Wynik | Przeciwnik Wynik  | Przeciwnik Wynik | Pozycja |
| ------- | ------------ | ---------------- | ---------------- | ---------------- | ---------------- | ---------------- | ------------ | ----------------- | ---------------- | ----------------- | ---------------- | ------- |
| Polska  | piłka ręczna | Brazylia P 32:34 | Niemcy P 29:32   | Egipt W 33:25    | Szwecja W 25:24  | Słowenia P 20:25 | 4. Q         | Chorwacja W 30:27 | Dania P 28:29    | Niemcy P 25:31    | NQ               | 4.      |

Skład reprezentacji
| Zawodnik             | Klub                     |
| -------------------- | ------------------------ |
| Karol Bielecki       | Vive Tauron Kielce       |
| Michał Daszek        | Wisła Płock              |
| Łukasz Gierak        | TuS Nettelstedt-Lübbecke |
| Mateusz Jachlewski   | Vive Tauron Kielce       |
| Bartosz Jurecki      | Chrobry Głogów           |
| Michał Jurecki       | Vive Tauron Kielce       |
| Przemysław Krajewski | Azoty-Puławy             |
| Mateusz Kus          | Vive Tauron Kielce       |
| Krzysztof Lijewski   | Vive Tauron Kielce       |
| Kamil Syprzak        | FC Barcelona             |
| Sławomir Szmal       | Vive Tauron Kielce       |
| Michał Szyba         | Kadetten Schaffhausen    |
| Adam Wiśniewski      | Wisła Płock              |
| Piotr Wyszomirski    | TBV Lemgo                |

Wyniki
| 7 sierpnia 2016 | Polska          | 32:34   | Brazylia                   |                                                                    |
| 16:40           | Michał Daszek 8 | (13:16) | José Guilherme de Toledo 7 | Future Arena, Rio de Janeiro Sędzia: Ǵorgi Naczewski Sławe Nikołow |
| 16:40           | 5× · 4×         | (13:16) | 6× · 3×                    | Future Arena, Rio de Janeiro Sędzia: Ǵorgi Naczewski Sławe Nikołow |

| 9 sierpnia 2016 | Niemcy                                            | 32:29   | Polska            |                                                                         |
| 11:30           | Uwe Gensheimer 5 · Fabian Wiede 5 · Julius Kühn 5 | (16:14) | Karol Bielecki 10 | Future Arena, Rio de Janeiro Sędzia: Oscar Raluy Angel Sambroso Ramírez |
| 11:30           | 6× · 4× · 1×                                      | (16:14) | 5× · 3×           | Future Arena, Rio de Janeiro Sędzia: Oscar Raluy Angel Sambroso Ramírez |

| 11 sierpnia 2016 | Polska          | 33:25   | Egipt         |                                                                    |
| 11:30            | Michał Daszek 6 | (16:10) | 6 Eslam Eissa | Future Arena, Rio de Janeiro Sędzia: Duatre Santos Ricardo Fonseca |
| 11:30            | 7× · 4×         | (16:10) | 6× · 3×       | Future Arena, Rio de Janeiro Sędzia: Duatre Santos Ricardo Fonseca |

| 13 sierpnia 2016 | Szwecja          | 24:25   | Polska           |                                                                              |
| 19:50            | Philip Stenmal 8 | (13:12) | 8 Karol Bielecki | Future Arena, Rio de Janeiro Widzów: 8 176 Sędzia: Lars Geipel Marcus Helbig |
| 19:50            | 8× · 4×          | (13:12) | 3× · 2×          | Future Arena, Rio de Janeiro Widzów: 8 176 Sędzia: Lars Geipel Marcus Helbig |

| 15 sierpnia 2016 | Polska           | 20:25   | Słowenia       |                                                                         |
| 09:30            | Karol Bielecki 4 | (13:13) | 7 Miha Zarabec | Future Arena, Rio de Janeiro Widzów: 6929 Sędzia: V. Horáček J. Novotný |
| 09:30            | 5× · 2× · 1×     | (13:13) | 8× · 2× · 1×   | Future Arena, Rio de Janeiro Widzów: 6929 Sędzia: V. Horáček J. Novotný |

| 17 sierpnia 2016 | Chorwacja                       | 27:30   | Polska            |                                                                             |
| 20:30            | Luka Stepančić 7 · Ivan Čupić 7 | (14:18) | 12 Karol Bielecki | Future Arena, Rio de Janeiro Widzów: 8265 Sędzia: Lars Geipel Marcus Helbig |
| 20:30            | 2× · 4× · 1×                    | (14:18) | 2× · 2×           | Future Arena, Rio de Janeiro Widzów: 8265 Sędzia: Lars Geipel Marcus Helbig |

| 19 sierpnia 2016 | Polska           | 28:29 (pd.)    | Dania            |                                                                               |
| 20:30            | Karol Bielecki 7 | (15:16, 25:25) | 10 Mikkel Hansen | Future Arena, Rio de Janeiro Widzów: 8689 Sędzia: Václav Horáček Jiří Novotný |
| 20:30            | 3× · 4×          | (15:16, 25:25) | 2× · 3×          | Future Arena, Rio de Janeiro Widzów: 8689 Sędzia: Václav Horáček Jiří Novotný |

| 21 sierpnia 2016 | Polska                                        | 25:31   | Niemcy             |                                                                               |
| 10:30            | Przemysław Krajewski 5 · Krzysztof Lijewski 5 | (13:17) | 7 Tobias Reichmann | Future Arena, Rio de Janeiro Widzów: 7589 Sędzia: Václav Horáček Jiří Novotný |
| 10:30            | 5× · 3×                                       | (13:17) | 5× · 1×            | Future Arena, Rio de Janeiro Widzów: 7589 Sędzia: Václav Horáček Jiří Novotný |

### Piłka siatkowa

#### Siatkówka halowa
| Drużyna | Konkurencja      | Faza grupowa     | Faza grupowa     | Faza grupowa     | Faza grupowa     | Faza grupowa     | Faza grupowa | Ćwierćfinały            | Półfinały        | Finał            | Pozycja |
| Drużyna | Konkurencja      | Przeciwnik Wynik | Przeciwnik Wynik | Przeciwnik Wynik | Przeciwnik Wynik | Przeciwnik Wynik | Pozycja      | Przeciwnik Wynik        | Przeciwnik Wynik | Przeciwnik Wynik | Pozycja |
| ------- | ---------------- | ---------------- | ---------------- | ---------------- | ---------------- | ---------------- | ------------ | ----------------------- | ---------------- | ---------------- | ------- |
| Polska  | siatkówka halowa | Egipt W 3:0      | Iran W 3:2       | Argentyna W 3:0  | Rosja P 2:3      | Kuba W 3:0       | 2. Q         | Stany Zjednoczone P 0:3 | NQ               | NQ               | 5.-8.   |

Skład reprezentacji
| Zawodnik         | Klub                   |
| ---------------- | ---------------------- |
| Bartosz Bednorz  | Skra Bełchatów         |
| Mateusz Bieniek  | ZAKSA Kędzierzyn-Koźle |
| Rafał Buszek     | ZAKSA Kędzierzyn-Koźle |
| Fabian Drzyzga   | Asseco Resovia         |
| Karol Kłos       | Skra Bełchatów         |
| Dawid Konarski   | ZAKSA Kędzierzyn-Koźle |
| Michał Kubiak    | Panasonic Panthers     |
| Bartosz Kurek    | JT Thunders            |
| Grzegorz Łomacz  | Cuprum Lubin           |
| Mateusz Mika     | Trefl Gdańsk           |
| Piotr Nowakowski | Asseco Resovia         |
| Paweł Zatorski   | ZAKSA Kędzierzyn-Koźle |

Wyniki
| Data  | Godz. | Drużyna 1 | Wynik | Drużyna 2         | 1     | 2     | 3     | 4     | 5     | Widzów | *      |
| ----- | ----- | --------- | ----- | ----------------- | ----- | ----- | ----- | ----- | ----- | ------ | ------ |
| 07.08 | 15:00 | Polska    | 3:0   | Egipt             | 25:18 | 25:20 | 25:17 |       |       | 5658   | Raport |
| 09.08 | 17:05 | Polska    | 3:2   | Iran              | 25:17 | 25:23 | 23:25 | 20:25 | 18:16 | 7227   | Raport |
| 11.08 | 15:00 | Polska    | 3:0   | Argentyna         | 25:21 | 25:19 | 37:35 |       |       | 6972   | Raport |
| 13.08 | 15:00 | Polska    | 2:3   | Rosja             | 18:25 | 25:16 | 18:25 | 25:22 | 13:15 | 7239   | Raport |
| 15.08 | 17:05 | Polska    | 3:0   | Kuba              | 25:18 | 25:15 | 25:17 |       |       | 8175   | Raport |
| 17.08 | 14:00 | Polska    | 0:3   | Stany Zjednoczone | 23:25 | 22:25 | 20:25 |       |       | 8278   | Raport |

#### Siatkówka plażowa
| Zawodnicy                        | Konkurencja | Faza grupowa                                                                       | Faza grupowa | Play-off              | 1/8 finału            | Ćwierćfinały     | Półfinały        | Finał            | Pozycja |
| Zawodnicy                        | Konkurencja | Przeciwnicy Wynik                                                                  | Pozycja      | Przeciwnik Wynik      | Przeciwnik Wynik      | Przeciwnik Wynik | Przeciwnik Wynik | Przeciwnik Wynik | Pozycja |
| -------------------------------- | ----------- | ---------------------------------------------------------------------------------- | ------------ | --------------------- | --------------------- | ---------------- | ---------------- | ---------------- | ------- |
| Grzegorz Fijałek Mariusz Prudel  | mężczyźni   | Krasilnikow / Siemionow P 0:2 Nummerdor / Varenhorst P 1:2 Grimalt / Grimalt W 2:1 | 3. q         | Schalk / Saxton P 0:2 | NQ                    | NQ               | NQ               | NQ               | 17.     |
| Piotr Kantor Bartosz Łosiak      | mężczyźni   | Böckermann / Flüggen W 2:0 Barsuk / Lamin P 0:2 Brouwer / Meeuwsen P 0:2           | 3. q         | Nicolai / Lupo P 1:2  | NQ                    | NQ               | NQ               | NQ               | 17.     |
| Monika Brzostek Kinga Kołosińska | kobiety     | Fendrick / Sweat W 2:1 Birłowa / Ukołowa W 2:0 Antunes / França P 0:2              | 2. Q         | BYE                   | Bawden / Clancy P 1:2 | NQ               | NQ               | NQ               | 9.      |

### Pływanie
Kobiety
| Zawodniczka                                                                | Konkurencja               | Eliminacje | Eliminacje | Półfinał | Półfinał | Finał     | Finał   | Pozycja |
| Zawodniczka                                                                | Konkurencja               | Czas       | Miejsce    | Czas     | Miejsce  | Czas      | Miejsce | Pozycja |
| -------------------------------------------------------------------------- | ------------------------- | ---------- | ---------- | -------- | -------- | --------- | ------- | ------- |
| Katarzyna Baranowska                                                       | 200 m st. zmiennym        | 2:19,03    | 39.        | NQ       | NQ       | NQ        | NQ      | 39.     |
| Anna Dowgiert                                                              | 50 m st. dowolnym         | 25,54      | 37.        | NQ       | NQ       | NQ        | NQ      | 37.     |
| Aleksandra Urbańczyk-Olejarczyk                                            | 50 m st. dowolnym         | 25,28      | 29.        | NQ       | NQ       | NQ        | NQ      | 29.     |
| Katarzyna Wilk                                                             | 100 m st. dowolnym        | 55,44      | 29.        | NQ       | NQ       | NQ        | NQ      | 29.     |
| Alicja Tchórz                                                              | 100 m st. grzbietowym     | 1:01,31    | 21.        | NQ       | NQ       | NQ        | NQ      | 21.     |
| Alicja Tchórz                                                              | 200 m st. grzbietowym     | 2:11,40    | 20.        | NQ       | NQ       | NQ        | NQ      | 20.     |
| Joanna Zachoszcz                                                           | 10 km na otwartym akwenie | —          | —          | —        | —        | 1:59:20,4 | 22.     | 22.     |
| Anna Dowgiert Alicja Tchórz Aleksandra Urbańczyk-Olejarczyk Katarzyna Wilk | 4 × 100 m st. dowolnym    | 3:41,43    | 15.        | —        | —        | NQ        | NQ      | 15.     |

Mężczyźni
| Zawodnik                                                           | Konkurencja            | Eliminacje | Eliminacje | Półfinał     | Półfinał | Finał | Finał   | Pozycja |
| Zawodnik                                                           | Konkurencja            | Czas       | Miejsce    | Czas         | Miejsce  | Czas  | Miejsce | Pozycja |
| ------------------------------------------------------------------ | ---------------------- | ---------- | ---------- | ------------ | -------- | ----- | ------- | ------- |
| Konrad Czerniak                                                    | 100 m st. dowolnym     | DNS        | DNS        | DNS          | DNS      | DNS   | DNS     | DNS     |
| Konrad Czerniak                                                    | 100 m st. motylkowym   | 51,81      | 10. Q      | 51,80        | 10.      | NQ    | NQ      | 10.     |
| Paweł Juraszek                                                     | 50 m st. dowolnym      | 22,50      | 35.        | NQ           | NQ       | NQ    | NQ      | 35.     |
| Radosław Kawęcki                                                   | 100 m st. grzbietowym  | 54,39      | 23.        | NQ           | NQ       | NQ    | NQ      | 23.     |
| Radosław Kawęcki                                                   | 200 m st. grzbietowym  | 1:57,61    | 17.        | NQ           | NQ       | NQ    | NQ      | 17.     |
| Paweł Korzeniowski                                                 | 100 m st. motylkowym   | 53,71      | 33.        | NQ           | NQ       | NQ    | NQ      | 33.     |
| Kacper Majchrzak                                                   | 200 m st. dowolnym     | 1:47,12    | 15. Q      | 1:46,30 (NR) | 10.      | NQ    | NQ      | 10.     |
| Tomasz Polewka                                                     | 100 m st. grzbietowym  | 54,52      | 26.        | NQ           | NQ       | NQ    | NQ      | 26.     |
| Mateusz Sawrymowicz                                                | 1500 m st. dowolnym    | 15:26,33   | 33.        | —            | —        | NQ    | NQ      | 33.     |
| Marcin Stolarski                                                   | 100 m st. klasycznym   | 1:01,06    | 29.        | NQ           | NQ       | NQ    | NQ      | 29.     |
| Jan Świtkowski                                                     | 200 m st. motylkowym   | 1:56,73    | 17.        | NQ           | NQ       | NQ    | NQ      | 17.     |
| Wojciech Wojdak                                                    | 400 m st. dowolnym     | 3:48,87    | 23.        | —            | —        | NQ    | NQ      | 23.     |
| Wojciech Wojdak                                                    | 1500 m st. dowolnym    | 15:13,18   | 28.        | —            | —        | NQ    | NQ      | 28.     |
| Filip Wypych                                                       | 50 m st. dowolnym      | 22,23      | 21.        | NQ           | NQ       | NQ    | NQ      | 21.     |
| Filip Zaborowski                                                   | 400 m st. dowolnym     | 3:49,84    | 28.        | —            | —        | NQ    | NQ      | 28.     |
| Konrad Czerniak Paweł Korzeniowski Kacper Majchrzak Jan Świtkowski | 4 × 100 m st. dowolnym | 3:15,52    | 13.        | —            | —        | NQ    | NQ      | 13.     |
| Kacper Klich Paweł Korzeniowski Kacper Majchrzak Jan Świtkowski    | 4 × 200 m st. dowolnym | 7:11,11    | 10.        | —            | —        | NQ    | NQ      | 10.     |
| Radosław Kawęcki Marcin Stolarski Konrad Czerniak Kacper Majchrzak | 4 × 100 m st. zmiennym | 3:35,18    | 12.        | —            | —        | NQ    | NQ      | 12.     |

### Podnoszenie ciężarów
| Zawodnik            | Konkurencja | Rwanie | Rwanie  | Podrzut | Podrzut | Razem | Pozycja |
| Zawodnik            | Konkurencja | Wynik  | Pozycja | Wynik   | Pozycja | Razem | Pozycja |
| ------------------- | ----------- | ------ | ------- | ------- | ------- | ----- | ------- |
| Bartłomiej Bonk     | -105 kg (m) | 185    | 7.      | —       | —       | DNF   | DNF     |
| Arkadiusz Michalski | -105 kg (m) | 179    | 11.     | 221     | 6.      | 400   | 7.      |
| Patrycja Piechowiak | -69 kg (k)  | 101    | 9.      | DNS     | DNS     | DNF   | DNF     |

### Strzelectwo
| Zawodnik               | Konkurencja                                   | Kwalifikacje | Kwalifikacje | Finał | Finał   | Pozycja |
| Zawodnik               | Konkurencja                                   | Wynik        | Pozycja      | Wynik | Pozycja | Pozycja |
| ---------------------- | --------------------------------------------- | ------------ | ------------ | ----- | ------- | ------- |
| Sylwia Bogacka         | karabin pneumatyczny, 10 m (k)                | 409,1        | 40.          | NQ    | NQ      | 40.     |
| Sylwia Bogacka         | karabin małokalibrowy, trzy pozycje, 50 m (k) | 577          | 23.          | NQ    | NQ      | 23.     |
| Klaudia Breś           | pistolet pneumatyczny, 10 m (k)               | 379          | 23.          | NQ    | NQ      | 23.     |
| Klaudia Breś           | pistolet sportowy, 25 m (k)                   | 578          | 15.          | NQ    | NQ      | 15.     |
| Aleksandra Jarmolińska | skeet (k)                                     | 68           | 12.          | NQ    | NQ      | 12.     |
| Agnieszka Nagay        | karabin pneumatyczny, 10 m (k)                | 412,8        | 29.          | NQ    | NQ      | 29.     |
| Agnieszka Nagay        | karabin małokalibrowy, trzy pozycje, 50 m (k) | 578          | 16.          | NQ    | NQ      | 16.     |
| Piotr Daniluk          | pistolet pneumatyczny, 10 m (m)               | 567          | 41.          | NQ    | NQ      | 41.     |
| Piotr Daniluk          | pistolet szybkostrzelny, 25 m (m)             | 567          | 20.          | NQ    | NQ      | 20.     |

### Szermierka
| Zawodniczka                                                   | Konkurencja          | 1/32                   | 1/16                       | 1/8                       | Ćwierćfinały                | Miejsca 5-8.     | Półfinały        | Mecz o 5. miejsce          | Finał            | Pozycja |
| Zawodniczka                                                   | Konkurencja          | Przeciwnik Wynik       | Przeciwnik Wynik           | Przeciwnik Wynik          | Przeciwnik Wynik            | Przeciwnik Wynik | Przeciwnik Wynik | Przeciwnik Wynik           | Przeciwnik Wynik | Pozycja |
| ------------------------------------------------------------- | -------------------- | ---------------------- | -------------------------- | ------------------------- | --------------------------- | ---------------- | ---------------- | -------------------------- | ---------------- | ------- |
| Hanna Łyczbińska                                              | floret indywidualnie | BYE                    | Carolin Golubytskyi W 15-9 | Elisa Di Francisca P 6-15 | NQ                          | NQ               | NQ               | NQ                         | NQ               | 9.-16.  |
| Bogna Jóźwiak                                                 | szabla indywidualnie | Marta Baeza W 4-2(ret) | Sofja Wielika P 5-15       | NQ                        | NQ                          | NQ               | NQ               | NQ                         | NQ               | 17.-32. |
| Małgorzata Kozaczuk                                           | szabla indywidualnie | BYE                    | Shen Chen W 15-9           | Azza Besbes P 12-15       | NQ                          | NQ               | NQ               | NQ                         | NQ               | 9.-16.  |
| Aleksandra Socha                                              | szabla indywidualnie | BYE                    | Loretta Gulotta P 10-15    | NQ                        | NQ                          | NQ               | NQ               | NQ                         | NQ               | 17.-32. |
| Bogna Jóźwiak Małgorzata Kozaczuk Marta Puda Aleksandra Socha | szabla drużynowo     | —                      | —                          | —                         | Stany Zjednoczone · P 43:45 | Meksyk · W 45:23 | NQ               | Korea Południowa · P 41:45 | NQ               | 6.      |

### Taekwondo
| Zawodnik       | Konkurencja | 1/8                       | Ćwierćfinał        | Półfinał         | Repasaż 1         | Repasaż 2          | Finał            | Pozycja |
| Zawodnik       | Konkurencja | Przeciwnik Wynik          | Przeciwnik Wynik   | Przeciwnik Wynik | Przeciwnik Wynik  | Przeciwnik Wynik   | Przeciwnik Wynik | Pozycja |
| -------------- | ----------- | ------------------------- | ------------------ | ---------------- | ----------------- | ------------------ | ---------------- | ------- |
| Karol Robak    | -68 kg      | Balla Diéye W 15-12 Q     | Jaouad Achab P 7-9 | NQ               | NQ                | NQ                 | NQ               | 9.      |
| Piotr Paziński | -80 kg      | Cheick Sallah Cisse P 2-8 | NQ                 | NQ               | Tahir Güleç W 6-5 | Milad Bejgi P 0-12 | NQ               | 5.      |

### Tenis stołowy
Mężczyźni
| Zawodnik                             | Konkurencja       | Eliminacje       | Runda 1               | Runda 2                  | Runda 3          | 1/8 finału       | Ćwierćfinały     | Półfinały        | Finał            | Pozycja |
| Zawodnik                             | Konkurencja       | Przeciwnik Wynik | Przeciwnik Wynik      | Przeciwnik Wynik         | Przeciwnik Wynik | Przeciwnik Wynik | Przeciwnik Wynik | Przeciwnik Wynik | Przeciwnik Wynik | Pozycja |
| ------------------------------------ | ----------------- | ---------------- | --------------------- | ------------------------ | ---------------- | ---------------- | ---------------- | ---------------- | ---------------- | ------- |
| Jakub Dyjas                          | gra pojedyncza    | BYE              | Marcelo Aguirre W 4:0 | Aleksandr Szybajew P 0:4 | NQ               | NQ               | NQ               | NQ               | NQ               | 33.-64. |
| Wang Zengyi                          | gra pojedyncza    | BYE              | BYE                   | Bojan Tokič P 2:4        | NQ               | NQ               | NQ               | NQ               | NQ               | 33.-64. |
| Jakub Dyjas Daniel Górak Wang Zengyi | turniej drużynowy | —                | Japonia · P 2:3       | —                        | —                | —                | NQ               | NQ               | NQ               | 9.      |

Kobiety
| Zawodniczka                                  | Konkurencja       | Eliminacje       | Runda 1            | Runda 2              | Runda 3          | 1/8 finału       | Ćwierćfinały     | Półfinały        | Finał            | Pozycja |
| Zawodniczka                                  | Konkurencja       | Przeciwnik Wynik | Przeciwnik Wynik   | Przeciwnik Wynik     | Przeciwnik Wynik | Przeciwnik Wynik | Przeciwnik Wynik | Przeciwnik Wynik | Przeciwnik Wynik | Pozycja |
| -------------------------------------------- | ----------------- | ---------------- | ------------------ | -------------------- | ---------------- | ---------------- | ---------------- | ---------------- | ---------------- | ------- |
| Katarzyna Grzybowska                         | gra pojedyncza    | BYE              | Manika Batra W 4:2 | Kim Song-i P 0:4     | NQ               | NQ               | NQ               | NQ               | NQ               | 33.-64. |
| Li Qian                                      | gra pojedyncza    | BYE              | BYE                | Daniela Dodean P 1:4 | NQ               | NQ               | NQ               | NQ               | NQ               | 33.-64. |
| Katarzyna Grzybowska Li Qian Natalia Partyka | turniej drużynowy | —                | Japonia · P 0:3    | —                    | —                | —                | NQ               | NQ               | NQ               | 9.      |

### Tenis ziemny
Mężczyźni
| Zawodnik                      | Konkurencja | 1/32                              | 1/16                                     | 1/8                                              | Ćwierćfinały     | Półfinały        | Finał            | Pozycja |
| Zawodnik                      | Konkurencja | Przeciwnik Wynik                  | Przeciwnik Wynik                         | Przeciwnik Wynik                                 | Przeciwnik Wynik | Przeciwnik Wynik | Przeciwnik Wynik | Pozycja |
| ----------------------------- | ----------- | --------------------------------- | ---------------------------------------- | ------------------------------------------------ | ---------------- | ---------------- | ---------------- | ------- |
| Jerzy Janowicz                | singel      | Gilles Müller P 7:5, 1:6, 6:7(10) | NQ                                       | NQ                                               | NQ               | NQ               | NQ               | 33.-64. |
| Łukasz Kubot Marcin Matkowski | debel       | —                                 | Rohan Bopanna Leander Paes W 6:4, 7:6(6) | Roberto Bautista-Agut David Ferrer P 3:6, 6:7(5) | NQ               | NQ               | NQ               | 9.-16.  |

Kobiety
| Zawodniczka                      | Konkurencja | 1/32                                | 1/16                                                | 1/8              | Ćwierćfinały     | Półfinały        | Finał            | Pozycja |
| Zawodniczka                      | Konkurencja | Przeciwnik Wynik                    | Przeciwnik Wynik                                    | Przeciwnik Wynik | Przeciwnik Wynik | Przeciwnik Wynik | Przeciwnik Wynik | Pozycja |
| -------------------------------- | ----------- | ----------------------------------- | --------------------------------------------------- | ---------------- | ---------------- | ---------------- | ---------------- | ------- |
| Agnieszka Radwańska              | singel      | Zheng Saisai P 4:6, 5:7             | NQ                                                  | NQ               | NQ               | NQ               | NQ               | 33.-64. |
| Magda Linette                    | singel      | Anastasija Pawluczenkowa P 0:6, 3:6 | NQ                                                  | NQ               | NQ               | NQ               | NQ               | 33.-64. |
| Klaudia Jans-Ignacik Paula Kania | debel       | —                                   | Eugenie Bouchard Gabriela Dabrowski P 4:6, 7:5, 3:6 | NQ               | NQ               | NQ               | NQ               | 17.-32. |

Mikst
| Zawodnicy                        | Konkurencja | 1/8                                              | Ćwierćfinały     | Półfinały        | Finał            | Pozycja |
| Zawodnicy                        | Konkurencja | Przeciwnik Wynik                                 | Przeciwnik Wynik | Przeciwnik Wynik | Przeciwnik Wynik | Pozycja |
| -------------------------------- | ----------- | ------------------------------------------------ | ---------------- | ---------------- | ---------------- | ------- |
| Łukasz Kubot Agnieszka Radwańska | mikst       | Irina-Camelia Begu Horia Tecău P 6:4, 61:7, 8:10 | NQ               | NQ               | NQ               | 9.-16.  |

### Triathlon
| Zawodniczka      | Konkurencja | Pływanie (1,5 km) | Zmiana 1 | Jazda na rowerze (40 km) | Zmiana 2 | Bieg (10 km) | Czas    | Pozycja |
| ---------------- | ----------- | ----------------- | -------- | ------------------------ | -------- | ------------ | ------- | ------- |
| Agnieszka Jerzyk | kobiety     | 19:50             | 0:54     | 1:03:59                  | 0:40     | 36:04        | 2:01:27 | 22.     |

### Wioślarstwo
Mężczyźni
| Zawodnik | Konkurencja | Eliminacje | Eliminacje  | Repasaż | Repasaż   | Ćwierćfinały | Ćwierćfinały | Półfinały C/D | Półfinały C/D | Półfinały A/B | Półfinały A/B | Finał C/D | Finał C/D | Finał A/B | Finał A/B | Pozycja |
| Zawodnik | Konkurencja | Czas       | M.          | Czas    | M.        | Czas         | M.           | Czas          | M.            | Czas          | M.            | Czas      | M.        | Czas      | M.        | Pozycja |
| --- | ----------- | ---------- | ----------- | ------- | --------- | ------------ | ------------ | ------------- | ------------- | ------------- | ------------- | --------- | --------- | --------- | --------- | ------- |
| Natan Węgrzycki-Szymczyk | M1x         | 7:12,43    | 9. Q (Ć)    | BYE     | BYE       | 6:53,52      | 10. Q (PA/B) | BYE           | BYE           | 7:15,61       | 11. (FB)      | BYE       | BYE       | 6:47,95   | 1.        | 7.      |
| Artur Mikołajczewski Miłosz Jankowski | LM2x        | 6:27,70    | 8. Q (PA/B) | BYE     | BYE       | —            | —            | BYE           | BYE           | 6:40,23       | 7. Q (FA)     | BYE       | BYE       | 6:42,00   | 6.        | 6.      |
| Mateusz Biskup Wiktor Chabel Dariusz Radosz Mirosław Ziętarski                                                                                              | M4x         | 5:51,28    | 2. Q (FA)   | BYE     | BYE       | —            | —            | —             | —             | —             | —             | —         | —         | 6:12,09   | 4.        | 4.      |
| Krystian Aranowski Marcin Brzeziński Mikołaj Burda Robert Fuchs Piotr Juszczak Zbigniew Schodowski Michał Szpakowski Daniel Trojanowski Mateusz Wilangowski | M8+         | 5:42,32    | 6. q (R)    | 5:59,22 | 4. Q (FA) | —            | —            | —             | —             | —             | —             | —         | —         | 5:34,62   | 5.        | 5.      |

Kobiety
| Zawodniczka                                                         | Konkurencja | Eliminacje | Eliminacje  | Repasaż | Repasaż   | Półfinały A/B | Półfinały A/B | Finał C/D | Finał C/D | Finał A/B | Finał A/B | Pozycja |
| Zawodniczka                                                         | Konkurencja | Czas       | M.          | Czas    | M.        | Czas          | M.            | Czas      | M.        | Czas      | M.        | Pozycja |
| ------------------------------------------------------------------- | ----------- | ---------- | ----------- | ------- | --------- | ------------- | ------------- | --------- | --------- | --------- | --------- | ------- |
| Anna Wierzbowska Maria Wierzbowska                                  | W2-         | 7:12,82    | 7. Q (PA/B) | BYE     | BYE       | 7:39,12       | 9. (FB)       | BYE       | BYE       | 7:21,53   | 4.        | 10.     |
| Magdalena Fularczyk-Kozłowska Natalia Madaj                         | W2x         | 7:16,16    | 6. Q (PA/B) | BYE     | BYE       | 6:50,63       | 1. Q (FA)     | BYE       | BYE       | 7:40,10   | 1.        | złoto   |
| Weronika Deresz Martyna Mikołajczak                                 | LW2x        | 7:05,02    | 6. Q (PA/B) | BYE     | BYE       | 7:22,06       | 9. (FB)       | BYE       | BYE       | 7:24,34   | 1.        | 7.      |
| Monika Ciaciuch Agnieszka Kobus Joanna Leszczyńska Maria Springwald | W4x         | 6:33,43    | 3. q (R)    | 6:25,49 | 2. Q (FA) | —             | —             | —         | —         | 6:50,86   | 3.        | brąz    |

### Zapasy
Mężczyźni – styl wolny
| Zawodnik              | Konkurencja | Kwalifikacje           | 1/8                      | Ćwierćfinał          | Półfinał         | Repasaż 1          | Repasaż 2        | Pojedynek o 3. miejsce | Finał            | Pozycja |
| Zawodnik              | Konkurencja | Przeciwnik Wynik       | Przeciwnik Wynik         | Przeciwnik Wynik     | Przeciwnik Wynik | Przeciwnik Wynik   | Przeciwnik Wynik | Przeciwnik Wynik       | Przeciwnik Wynik | Pozycja |
| --------------------- | ----------- | ---------------------- | ------------------------ | -------------------- | ---------------- | ------------------ | ---------------- | ---------------------- | ---------------- | ------- |
| Magomedmurad Gadżijew | -65 kg      | BYE                    | Frank Molinaro P 1:3     | NQ                   | NQ               | NQ                 | NQ               | NQ                     | NQ               | 16.     |
| Zbigniew Baranowski   | -86 kg      | BYE                    | Sandro Aminaszwili W 3:1 | Şərif Şərifov P 0:3  | NQ               | NQ                 | NQ               | NQ                     | NQ               | 10.     |
| Radosław Baran        | -97 kg      | Chietag Gaziumow P 0:3 | NQ                       | NQ                   | NQ               | Reza Jazdani P 1:3 | NQ               | NQ                     | NQ               | 13.     |
| Robert Baran          | -125 kg     | BYE                    | Ajaał Łazariew W 3:1     | Tervel Dlagnev P 1:3 | NQ               | NQ                 | NQ               | NQ                     | NQ               | 11.     |

Kobiety – styl wolny
| Zawodniczka                | Konkurencja | Kwalifikacje     | 1/8                           | Ćwierćfinał          | Półfinał         | Repesaż 1        | Repesaż 2                   | Pojedynek o 3. miejsce | Finał            | Pozycja |
| Zawodniczka                | Konkurencja | Przeciwnik Wynik | Przeciwnik Wynik              | Przeciwnik Wynik     | Przeciwnik Wynik | Przeciwnik Wynik | Przeciwnik Wynik            | Przeciwnik Wynik       | Przeciwnik Wynik | Pozycja |
| -------------------------- | ----------- | ---------------- | ----------------------------- | -------------------- | ---------------- | ---------------- | --------------------------- | ---------------------- | ---------------- | ------- |
| Iwona Matkowska            | -48 kg      | BYE              | Miesinnei Mercy Genesis W 5:0 | Marija Stadnik P 0:4 | NQ               | BYE              | Patricia Bermúdez P 1:3     | NQ                     | NQ               | 7.      |
| Katarzyna Krawczyk         | -53 kg      | BYE              | Sumija Erdenechimeg W 3:1     | Sofia Mattsson P 1:3 | NQ               | NQ               | NQ                          | NQ                     | NQ               | 9.      |
| Monika Michalik            | -63 kg      | BYE              | Risako Kawai P 0:3            | NQ                   | NQ               | BYE              | Anastasija Grigorjeva W 3:1 | Inna Trażukowa W 6:2   | NQ               | brąz    |
| Agnieszka Wieszczek-Kordus | -69 kg      | Buse Tosun P 0:5 | NQ                            | NQ                   | NQ               | NQ               | NQ                          | NQ                     | NQ               | 15.     |

### Żeglarstwo
Mężczyźni
| Zawodnik                           | Konkurencja | Wyścig | Wyścig | Wyścig | Wyścig | Wyścig | Wyścig | Wyścig | Wyścig | Wyścig | Wyścig | Wyścig | Wyścig | Wyścig | Punkty | Finałowa pozycja |
| Zawodnik                           | Konkurencja | 1      | 2      | 3      | 4      | 5      | 6      | 7      | 8      | 9      | 10     | 11     | 12     | M*     | Punkty | Finałowa pozycja |
| ---------------------------------- | ----------- | ------ | ------ | ------ | ------ | ------ | ------ | ------ | ------ | ------ | ------ | ------ | ------ | ------ | ------ | ---------------- |
| Piotr Myszka                       | RS:X        | 4      | 5      | 5      | 2      | 2      | 3      | 12     | 2      | 6      | 13     | 16     | 16     | 18     | 88     | 4.               |
| Kacper Ziemiński                   | Laser       | 34     | 28     | 6      | 19     | 3      | 5      | 20     | 12     | 22     | 10     | —      | —      | NQ     | 140    | 18.              |
| Paweł Kołodziński Łukasz Przybytek | 49er        | 2      | 13     | 9      | 9      | 5      | 9,3    | 18     | 11     | 7      | 16     | 18     | 9      | 10     | 118,3  | 8.               |

Kobiety
| Zawodniczka                                     | Konkurencja | Wyścig | Wyścig | Wyścig | Wyścig | Wyścig | Wyścig | Wyścig | Wyścig | Wyścig | Wyścig | Wyścig | Wyścig | Wyścig | Punkty | Finałowa pozycja |
| Zawodniczka                                     | Konkurencja | 1      | 2      | 3      | 4      | 5      | 6      | 7      | 8      | 9      | 10     | 11     | 12     | M*     | Punkty | Finałowa pozycja |
| ----------------------------------------------- | ----------- | ------ | ------ | ------ | ------ | ------ | ------ | ------ | ------ | ------ | ------ | ------ | ------ | ------ | ------ | ---------------- |
| Małgorzata Białecka                             | RS:X        | 13     | 21     | 13     | 23     | 12     | 6      | DNF    | 14     | 9      | 11     | 13     | 18     | NQ     | 153    | 14.              |
| Irmina Mrózek Gliszczynska Agnieszka Skrzypulec | 470         | 10     | 14     | 9      | DNS    | 3      | 14     | 19     | 12     | 7      | 8      | —      | —      | 10.    | 106    | 10.              |